# بلدية ياغواكوارا
بلدية ياغواكوارا هي بلدية في البرازيل، تتبع باهيا، بلغ عدد سكانها 46٬621  نسمة، في 2000، تبلغ مساحتها 924٫743 كيلومتر مربع، رمزها البريدي هو 45345-000.